# Bodheur
Bodheur ou Bodher (arabe : بوضر) est un village du Sahel tunisien situé à quelques kilomètres au sud de Monastir.
Rattaché administrativement au gouvernorat de Monastir, il constitue avec Bennane une municipalité comptant 14 218 habitants en 2014.